# Шойх, Эрвин
Эрвин Курт Шойх (9 июня 1928, Кёльн — 12 октября 2003, Кёльн) — немецкий социолог.

## Биография
Детство и юность Эрвина прошли в тяжелых социальных условиях; отец долгое время был безработным. Семья не приспособилась к идеалам нацистского общества и долгое время оставалась очень бедной. Учился в средней школе в Кёльне. В 1944 году был призван на техническую службу в военно-воздушные силы Вермахта. Но вскоре получил ранение и был демобилизован, вернулся в Кёльн. После войны смог окончить среднюю школу (1948). Работал радиожурналистом на северо-западе Германии под руководством Вернера Хёфера. Для дальнейшего обучения Эрвин должен был на шесть месяцев отправиться в Англию. Но после поступления на факультет экономики и социальных наук в Кёльнский университет перешел к научной карьере. Его наставником стал Леопольдом фон Визе. Примерно год, при поддержке Программы Фулбрайта, Эрвин стажировался в Университете Коннектикута (1951). Закончил обучение с отличием, получил степень бакалавра искусств. Проходил обучение по магистерской программе в Университете Кларка, но после начала Корейской войны возвратился в Кёльн, где он закончил свое обучение. Начал преподавательскую работу в Кёльнском университете в качестве ассистента на семинаре по социологии (1953—1959). С 1956 года так же работал ассистентом в Институте социальных исследований ЮНЕСКО, занимаясь диссертацией по эмпирическим социальным исследованиям. 1959—1960 годах 18 месяцев стажировался в нескольких американских университетах по программе постдока, при финансовое поддержке Фонда Рокфеллера. В 1961 году защитил докторскую диссертацию. С 1962 по 1964 год преподавал социальную психологию в Гарвардском университете (в качестве преемника Сэмюэля Стоуффера). Затем получил приглашение в Кёльнский университет на кафедру социологии, которую он возглавлял до своей отставки в 1993 году.

## Наука
Шойх, изначально придерживавшийся лево-либеральных взглядов, после радикальных выступлений представителей студенческого движения 1960-х годов, занял более умеренную позицию. Вслед за своим академическим учителем Рене Кёнигом он позиционировал социологию Кёльна в качестве контрапункта к критической теории Юргена Хабермаса и идеям представителей Франкфуртской школы, подчеркивающей самостоятельную ценность эмпирическую свободу суждений и действий. Работал в качестве эссеиста и публициста. В своей главной работе — «Социальные изменения» (2003), Шойх подтверждает свой статус знатока социологической теории и литературы США.
Шойх стал одним из основателей Боннского информационного центра социальных наук (1969). Одним из основателей Кёльнской школы журналистики (1968). Председательствовал в Немецкой социологической ассоциации (1970). Поддерживал профессиональные и дружеские отношения с рядом ученых в России, в частности с социальным психологом Борисом Парыгиным. До последних дней Шойх был членом совета Международного института социологии.

## Семья
Шойх был дважды женат. С 1951 года на работавшей в Кельне американке Джойс-Энн Дикинсон. В процессе первого брака, по причине частого пребывания в США, стал подписывать свои тексты на американский манер — «Эрвин К. Шой». Двое сыновей от первого брака. Второй раз — в браке с журналисткой и социологом Юте Пульм.